# 井の頭恩賜公園

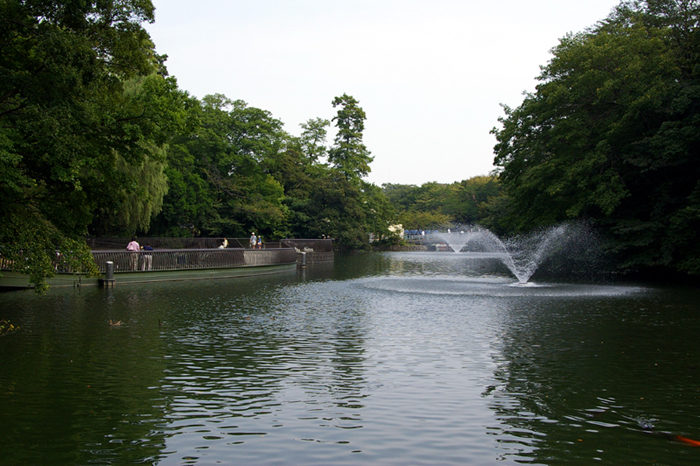
井の頭池（弁天堂近辺）

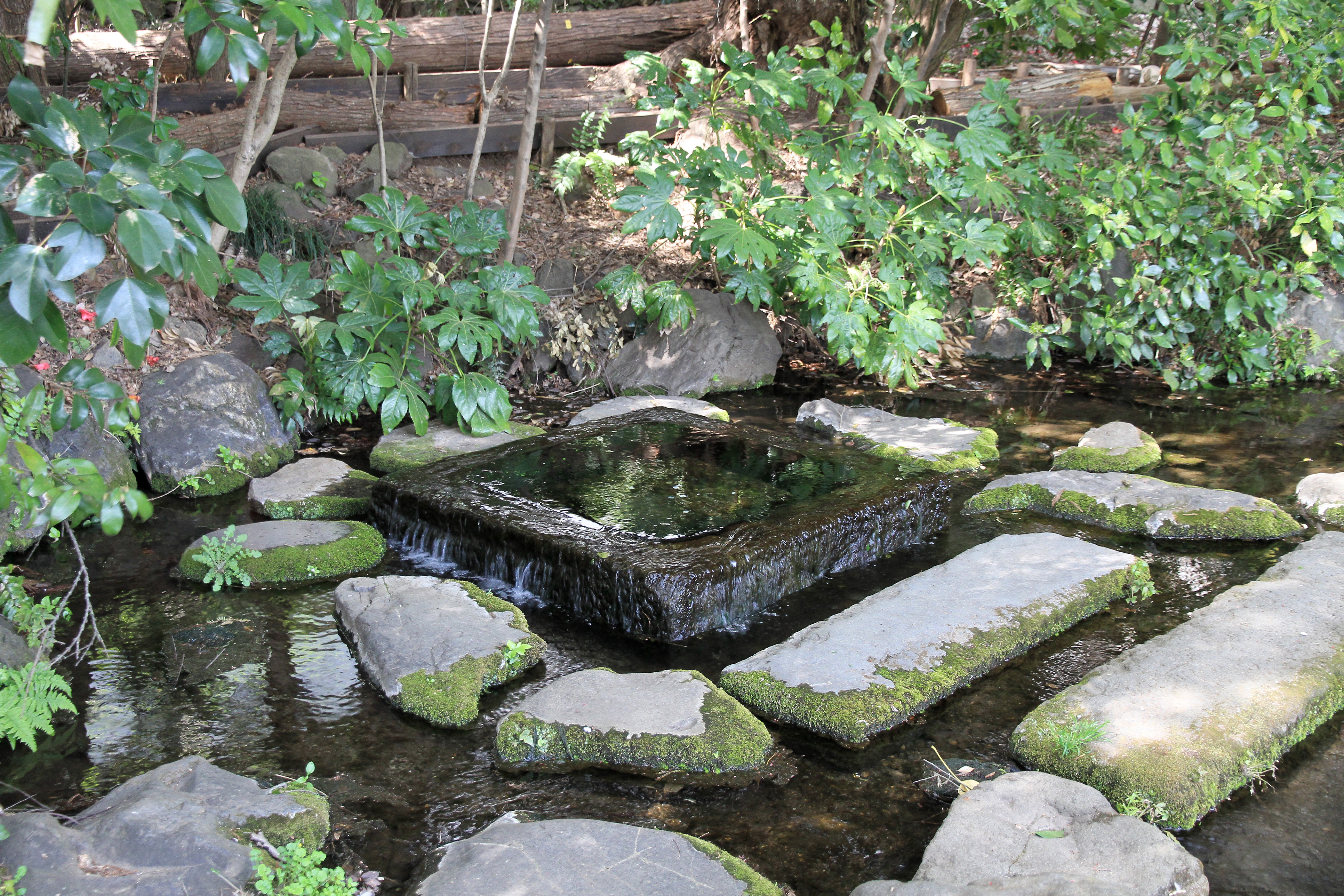
「お茶の水」と呼ばれる湧水口

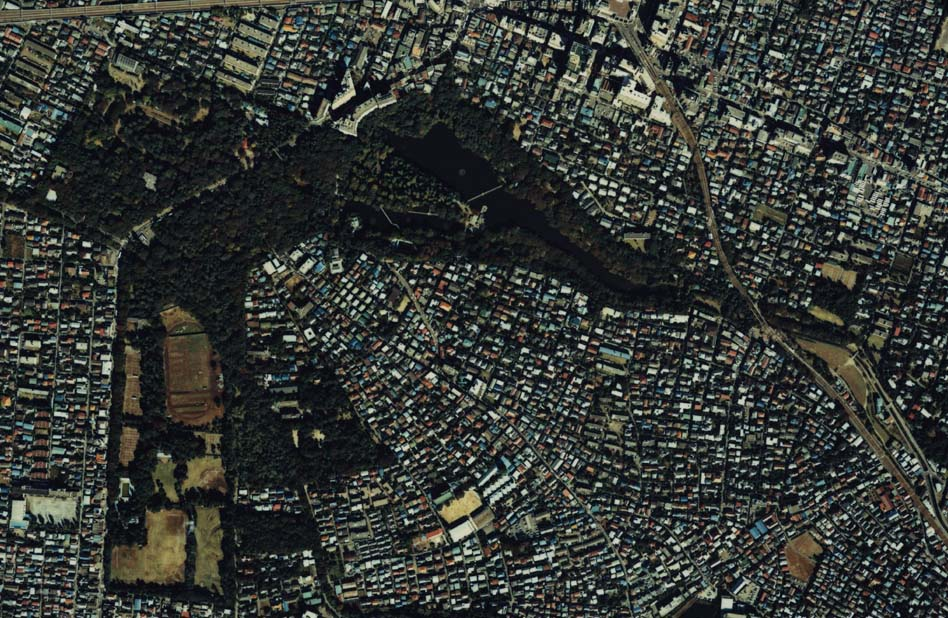
航空写真

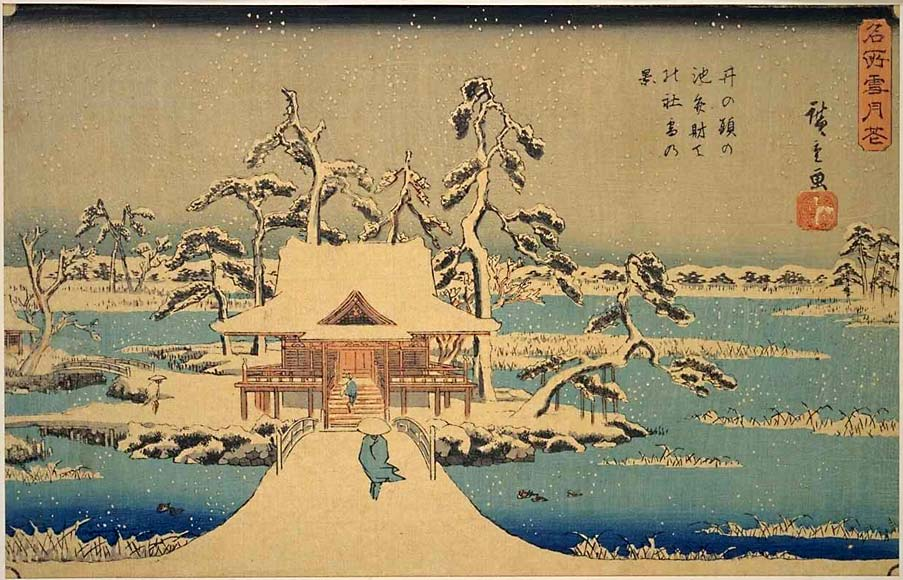
歌川広重「名所雪月花・井の頭の池 弁財天の社雪の景」

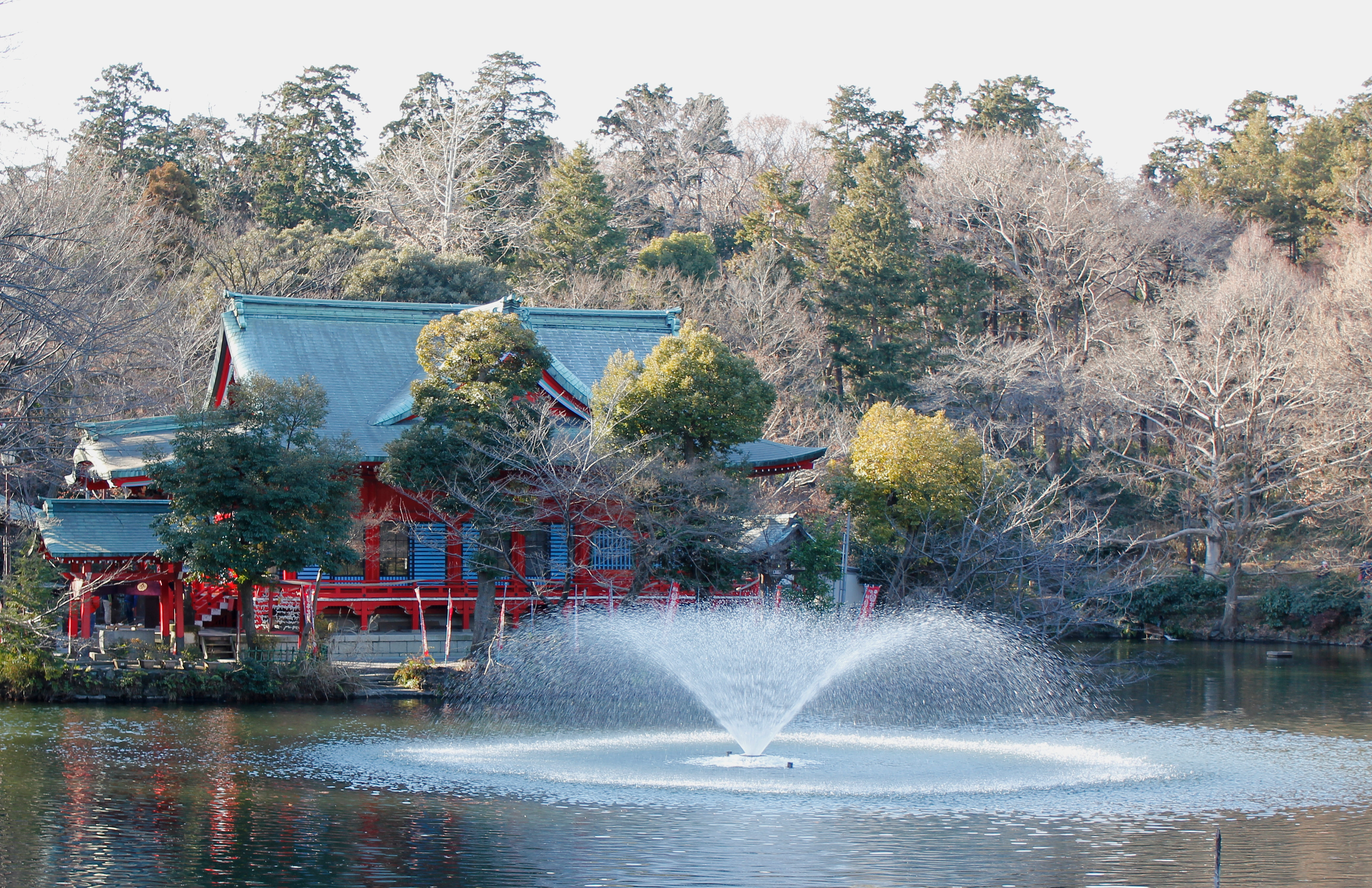
井の頭弁財天

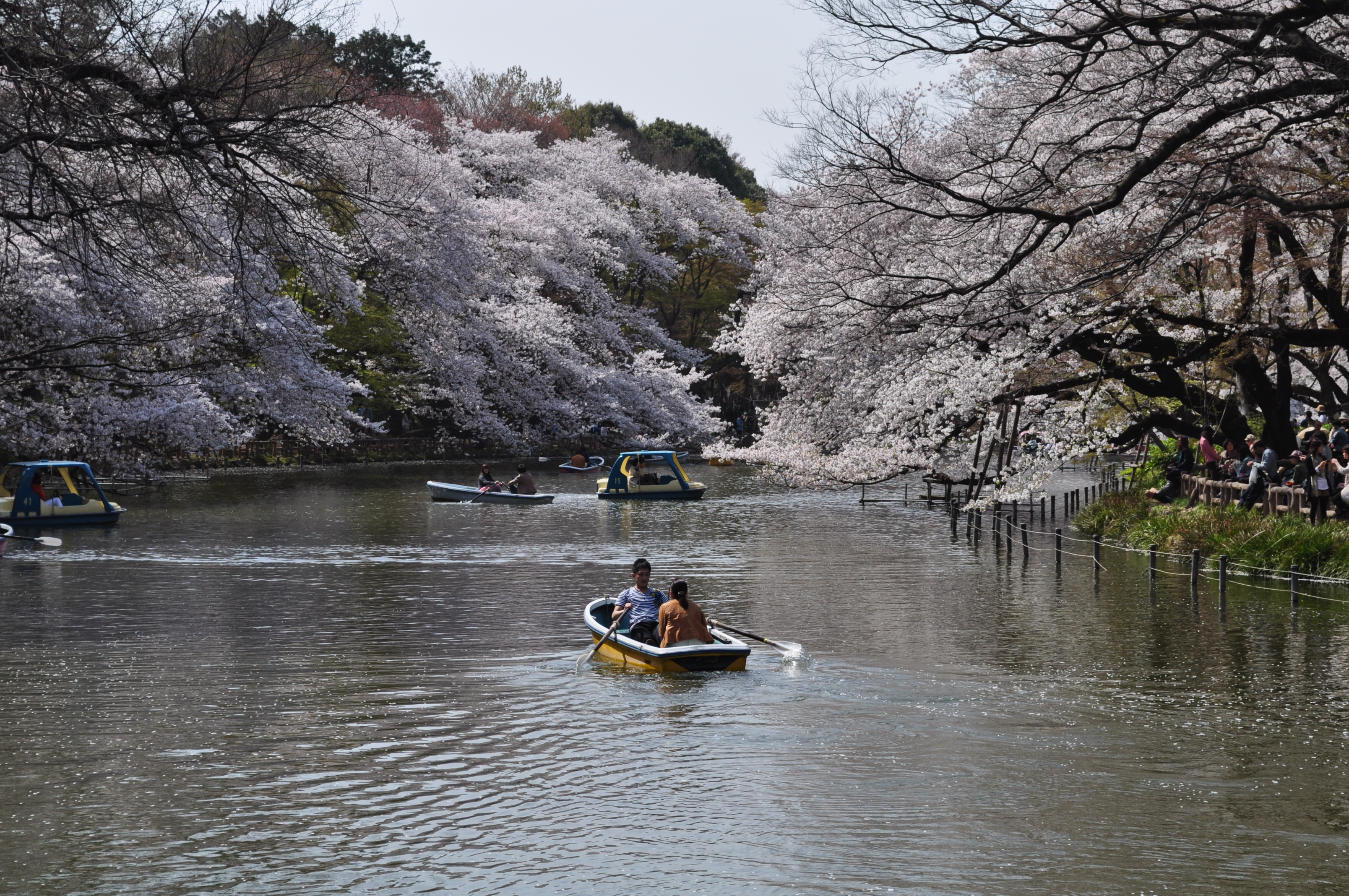
井の頭公園の桜

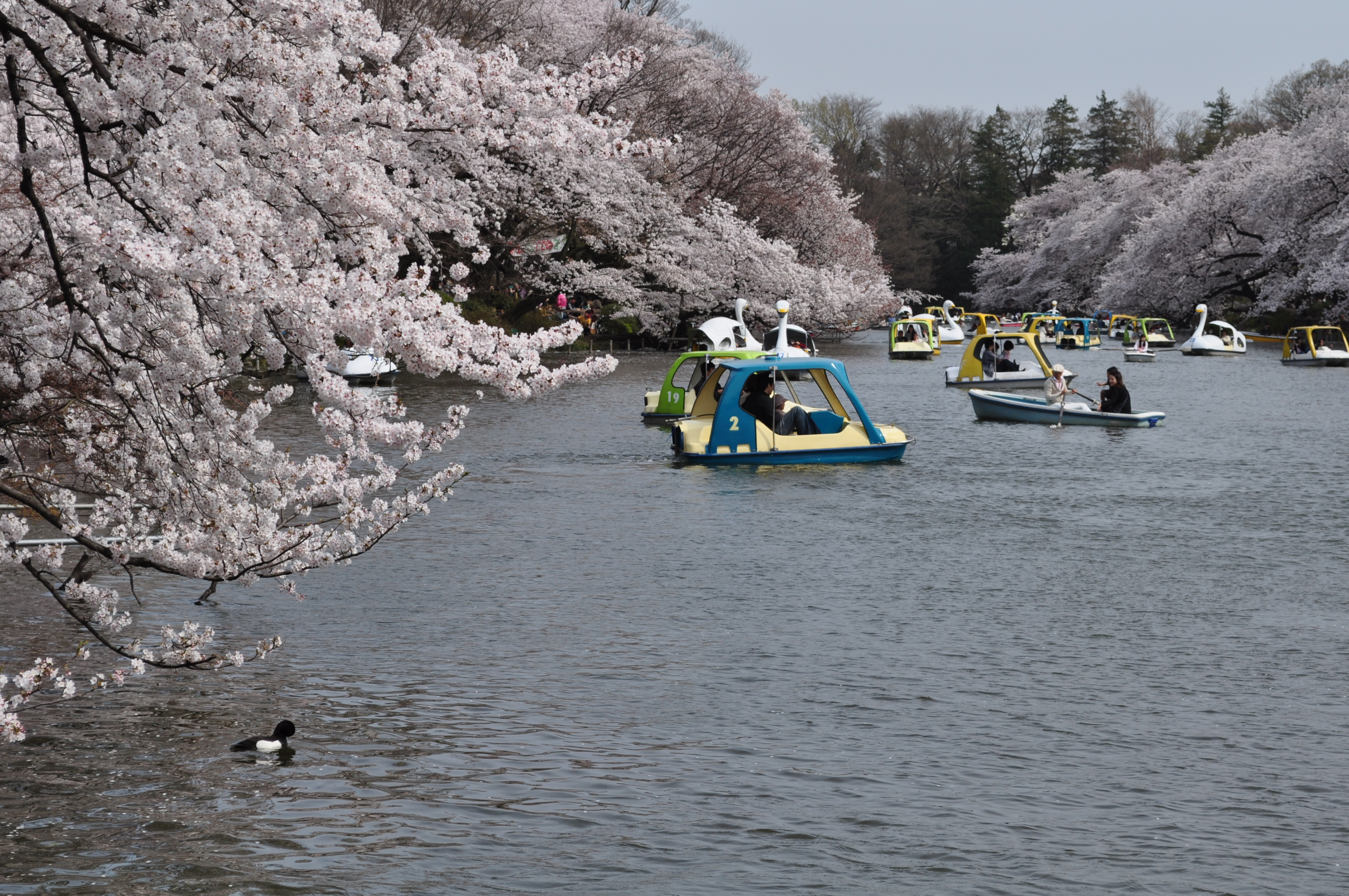
井の頭公園の桜

都立井の頭恩賜公園（とりつ いのかしらおんしこうえん、Inokashira Park）は、東京都武蔵野市と三鷹市にまたがる東京都立公園および都立公園である。略称は井の頭公園。
1917年（大正6年）5月1日開園。三宝寺池（石神井公園）および善福寺池と並び、武蔵野三大湧水池として知られる井の頭池を中心とした公園である。東京都西部公園緑地事務所が管理している。日本さくら名所100選に選定されている。

## 地理
井の頭恩賜公園（以下、「井の頭公園」という）は、武蔵野市の南東から三鷹市の北東にかけて広がる公園である。総面積は約43万m2である。
井の頭公園はその中心に井の頭池（約43,000m2）を擁している。井の頭池は北西－南東方向に延びる細長い形の池であり、北西端は二つに分かれ、南東端からは井の頭池を源とする神田川が流出している。神田川の流れの一部も井の頭公園に含まれている。また、井の頭池の西側には御殿山の雑木林があり、吉祥寺通りを挟んで東京都建設局井の頭自然文化園が位置している。雑木林の南側には玉川上水が東南方向に流れ、そのさらに南には「西園」が位置している。この西園には、400mトラックと三鷹の森ジブリ美術館がある。玉川上水の下流側の脇には小さな広場のある「東園」がある。
行政区分から見ると、井の頭池と神田川、西園、東園が三鷹市に属し、井の頭自然文化園と御殿山の雑木林が武蔵野市に属している。
井の頭池から北500m弱にはJR中央線吉祥寺駅が位置している。この吉祥寺駅には井の頭公園に向かう公園口（南口）が設けられており、吉祥寺駅から井の頭池にかけて、若者向けの商店が並んでいる。南東の神田川沿いには、京王井の頭線の井の頭公園駅がある。井の頭公園駅から井の頭池までは至近であり、その間では小さな広場や小道を散策することができる。

## 四季と自然
井の頭公園にとっての春は、井の頭池を縁取る桜（ソメイヨシノ）の季節である。池の中央を渡る七井橋から眺めると、岸からせり出す枝々の桜は、池に向かって水面を覆わんとするほどに折り重なって咲き、その花の淡い色が水面や空とコントラストをなす。一斉に咲き、一斉に散っていくソメイヨシノの華やかさとはかなさが、水に映ってさらに引き立つ。桜の開花時期（3月末から4月初め）には特に多くの来園者が訪れる。池の西側の梅園では、桜の開花前にも多くの花が見られる。梅園の北側に向かった池沿いには湧水口があるものの、現在は水量が乏しい。
夏の井の頭公園では、御殿山を覆う雑木林の緑の色と、その木立の中の清々しい空気とが楽しめる。
秋になると井の頭公園は多種多様な木々の紅葉によって彩られ、散策道をも埋めるほどに落ち葉が折り重なる。井の頭公園には、スギやヒノキなどの常緑樹だけではなく、ケヤキ、シデ、シイ、カシ、コナラ、クヌギなどの落葉樹もたくさん植わっている。
湧水がしみ出していたエリアに流入していた土砂を除去し、湿地・湿原を好むハンノキ林を再生する試みが行われている。
井の頭公園の冬はにぎやかである。渡り鳥が多く飛来し、井の頭池にて越冬する。
9月半ばから3月にかけて、井の頭池にはオナガガモ、キンクロハジロ、ハシビロガモなど、何種類もの渡りのカモが集まってくる。この時期以外に見かけるのは、定住しているカルガモである。
井の頭池には、カモ以外にもゴイサギ、カイツブリ、カワセミなど、色々な種類の鳥がいる。園内の森では、夏にはオオルリ、キビタキ、冬にはルリビタキ、ジョウビタキ等の様々な野鳥が見られ、バードウォッチャーに人気の公園である。
近年、カワウが定住、営巣するようになった。人通りの多い七井橋付近の樹上に巣を構えるため、フンよけのテントが設置されている。
園内では、アオダイショウ、ヒバカリ等の野生の蛇を見かけることもある。

## 歴史
井の頭池は豊かな湧水を誇っている。園内武蔵野市側の御殿山遺跡からは縄文時代の竪穴建物の遺構や、旧石器時代の石器や、敷石建物も出土することから、井の頭池は古くから人間の生活に不可欠な水源となってきたことが窺える。
井の頭池西端の島に現存する井の頭弁財天（本坊は天台宗大盛寺）の起源は、伝承によれば、平安時代中期に六孫王経基が最澄（伝教大師）作の弁財天女像を安置するため、この地に建てた堂であるとされる。弁財天の縁起には、その後源平合戦の頃、源頼朝が東国平定を祈願し、その大願成就ののちに改築されたことが伝えられている。その後、鎌倉時代末期の元弘の乱の際に、新田義貞と北条泰家との対戦の兵火で弁財天が焼失した。数百年の間放置された後、江戸幕府三代将軍徳川家光により弁財天が再建された。
井の頭という名称は一説には家光によってこの神田上水水源が「井之頭」と名づけられたものと伝えられ、自ら小刀で弁財天の傍らのこぶしの木にその名を刻んだとも伝えられる。現在、その場所にはその伝承を記した石碑が建てられている。
井の頭という名称の由来についてはそれ以外にも、「えんかしら、この水の美しさ」と家光が驚嘆したことがその後に転じて「いのかしら」になった、とする説もある。
なお御殿山の地名は、家光が鷹狩りに訪れた際の休息のため、井の頭池を見渡す場所に御殿を造営したことに由来する。この一帯の武蔵野は、三鷹という地名にも残るように、徳川歴代将軍が鷹狩りを楽しんだ鷹場であった。
井の頭弁財天の持ち寺の大盛寺の記録『神田御上水井之頭弁財天略縁起』には、「家康が自らの手で水を汲み、関東随一の名水だと褒めて、お茶をいれるのに使った。」と記されている。
江戸時代の特に江戸市民にとっては、弁財天は信仰の地であるとともに、行楽地でもあった。これは、江戸時代の初頭に神田川が改修されて江戸に神田上水が引かれたため、江戸市民にとって井の頭池が水がめとなったことと関連している。弁財天境内や向かいの石段、石段を登りきった周辺などに、その当時の商人や歌舞伎役者が寄進した石灯籠、宇賀神像などが残る。なお、かつては石造の鳥居も存在した。この鳥居は1767年（明和4年）に寄進されたものであるが、明治初年の神仏分離令の際に撤去され、鳥居の柱石は後に井の頭池と神田上水の間の水門に転用された。その水門は現在使用されていないものの、池の東端付近に今も残る。弁財天への参道は現在も史跡として整備されており、「黒門」と呼ばれる黒い鳥居もある　。
江戸時代には井の頭池と一帯の林が幕府御用林として保護されていたが、明治維新後は東京府が買収した。
- 1889年（明治22年） - 宮内省（現在の宮内庁）御用林となる。
- 1913年（大正2年）12月 - 66,245坪を帝室御料地から東京市に下賜（うち8,980坪は、井の頭学校〈現在の井の頭自然文化園〉に使用）[7]。他に、買収5,495.58坪、寄付544坪、神社共用地896坪、池13,672坪[7]。
- 1917年（大正6年）5月1日 - 恩賜公園として一般公開[8]。
- 1920年（大正10年） - 池の水による水泳場、児童用徒渉池（丸池）を竣工[7]。
- 1929年（昭和4年）7月 - ボート場開設[7]。
- 1933年（昭和8年）7月 - 従来の水泳場を廃し、新たに25メートル水泳場、徒渉池（子供プール）を新設[7]。
- 1934年（昭和9年）5月 - 小動物園開園[7]。
- 1935年（昭和10年）5月 - 中之島淡水魚生園（現在の水生物館）を新設[7]。
- 1937年（昭和12年） - 篤志家の寄付により、御殿山南斜面に梅林が作られる[7]。
- 1942年（昭和17年）5月17日 - 井の頭自然文化園が開園[7]。
- 1944年（昭和19年） - 第二次世界大戦による木材不足のため、池畔の杉15,000本を伐採拠出[7]。
- 1947年（昭和22年）9月 - 池のボートがカスリーン台風被害地復旧のために供出されて、ボート場の営業が休止される[9]。
- 1952年（昭和27年）11月 - 野口雨情歌謡碑を建立[7]。
- 1953年（昭和28年）5月 - 池中央に中の橋を再建し、七井橋と命名する[7]。
- 1956年（昭和31年）11月3日 - 野外ステージ完成[7]。
- 1973年（昭和48年）3月 - 西園地区を買収[7]。杉山産業科学研究所跡地で広さはおよそ1.7ヘクタール。井の頭恩賜公園第二公園と称される。
- 1974年（昭和49年）6月1日 - 西園に有料施設として、多目的運動広場、庭球場6面を開園[10]。
- 1993年（平成5年）3月30日 - 井の頭恩賜公園連絡橋が完成[7]。
- 1998年（平成20年）「都立井の頭恩賜公園（開園100周年に向けての取組み）」が、手づくり郷土賞受賞。
- 2013年（平成25年）5月1日 - 園内の親之井稲荷尊神社の祠が不審火により全焼[11]。

## スポット
井の頭公園内は、神田川の水源である井の頭池が多くの面積を占めており、ボート場も整備されている。また、池の南側を玉川上水が流れ、玉川上水の南側の「西園」には三鷹の森ジブリ美術館がある。吉祥寺通り（公園通り）を挟んだ西側（こちらも公園内）を含む園の西北部は井の頭自然文化園（有料 一般400円 - 2015年4月現在）となっており、動物園、北村西望彫刻館（長崎市の平和公園にある平和祈念像の原形などを収蔵）、日本庭園などがある。公園内ではないが、玉川上水沿いの近所には三鷹市山本有三記念館もある。
また、公園近辺に商店や飲食店も多く立ち並んでいる。

## 利用者のマナーと井の頭池の環境問題
公園利用者（来園者・近隣住民）のマナーの悪さが問題となることがある。利用者が原因とみられる問題はゴミの問題、夜間の騒音、落書きや、近隣の住民によるノーリードでのペットの散歩や糞尿の放置などが想定される。また公園利用時以外にも公園敷地内に駐輪する者もおり、武蔵野市では通勤・通学時は吉祥寺駅周辺の市営駐輪場の利用を呼び掛けている。
2000年頃より、来園者にゴミを持ち帰ってもらうため公園内のゴミ箱が撤去され、現在は園内にゴミ箱や吸殻入れは設置されていない。これによりゴミやタバコの吸殻が園内に放置されることが一時的に多くなったが、近年はゴミを持ち帰る利用者が多くなっている。花見のシーズンには臨時のゴミ集積所が設置されるなど、利用者によるゴミの排出量が一気に増加する。花見の時期には園内で打ち上げ花火などの危険行為を行う者がいたり、利用者同士のトラブルも発生し、メディアによって特集されることもある。
井の頭公園を管理している東京都ならびに東京都西部公園緑地事務所は、公園内での露店による販売行為を禁止している。公園の各所にその旨を伝える張り紙を付けた赤いコーンが置かれたが、その横で堂々と無許可で露店を構える者もいた。これらの取締りを強化すると共に、2007年（平成19年）よりストリートライブや大道芸などのパフォーマンスや販売行為などの公園内での活動を一定のルール下で認可する井の頭公園アートマーケッツという登録制度が導入されている。
また、井の頭池（広さ約4.2ha、深さ平均1.5m）の水質汚染も問題となっている。原因としては、井の頭池に流れ込む湧水の減少のほか、地下水脈に掘削工事による排水が混入しているという説もある。また、井の頭池に住む鯉やカルガモなどのエサとしてスナック菓子やパンの切れ端以外の弁当の残りなどを池に投げ与えることも水質汚染の一つの原因に挙げられ、ミシシッピアカミミガメやカミツキガメなどの外来生物の繁殖の要因ともされている。なお、公園内の売店はかつて鯉のエサとして麩を販売していたが、エサやり防止のため現在は販売していない。
これらの問題を解決すべく、周辺の公立小・中学校にポスターを配布してマナーを守るよう呼びかけたり、児童生徒がゴミ拾いをしたりするなどの活動を行っている。また現在では、橋の欄干から見える池の中に、自然を守るためエサを与えないようにと呼びかける立看板も設置されている。
井の頭池はかつて1日1万トンあった湧水が、周辺の市街地化と地下水汲み上げにより激減し、1960年代から水が濁り始めた。池底が見えなくなると、ゴミの不法投棄や外来生物の密放流が相次いだ。東京都は1980年代から池底の泥土を取り除いたり、水の浄化装置を設置したりしたが、汚染に追いつかなかった。2004年10月の大雨による湧水量増加で池が一時的に澄んだことをきっかけに、抜本的な池再生の機運が高まり、浸透ますの設置に補助金制度ができた。2006年に東京都と地元住民などが設立した井の頭恩賜公園100年実行委員会の目玉事業の一つである池の掻い掘りへと繋がった。
2009年（平成21年）2月28日には、井の頭恩賜公園100年実行委員会の主催による「よみがえれ!! 井の頭池! 井の頭恩賜公園水質浄化セミナー&ワークショップ」が開催された。この活動は、井の頭池の水質浄化のためには多くの市民の理解と参画が重要であるとして企画されたものであり、多くの市民の参加の下、井の頭池の水質の浄化について考える機会が持たれた。「よみがえれ!!井の頭池！」運動は、井の頭恩賜公園100周年を迎える2017年までに池をきれいにするのが目的である。
2014年（平成26年）1月-3月、井の頭池（お茶の水池、ボート池）の水を抜いて池底を天日に晒し、水質の浄化を図る第一回目の掻い掘り（「かいぼり25」）が行われた際には、ブルーギルやオオクチバスなどの外来生物の駆除が行われたほか、不法投棄された大量の自転車などが撤去された。水の透明度は大幅に高まり、第二回目の掻い掘り（2015年11月-2016年3月、「かいぼり27」、井の頭池全域）後の2016年春には、1957年に発見・命名された後に野生では絶滅したと見られていた藻類「イノカシラフラスコモ」が再生した。2017年（開園100周年）暮れ、3回目となる掻い掘り（「かいぼり29」）のための排水に着手、2018年3月に地下水を張り在来種が戻された。
掻い掘りに際して、約1.5メートルの池底から垂直に立っている護岸沿いに杭を打ち込んで砂を流し込み、浅場5カ所（水面ギリギリから水深30センチメートル程度）が設けられた。浅場には池底で採取された種から育てて移植した水生植物が定着し、エビや小魚が住み、それらの動植物を餌とする水鳥も多く見られるようになった。

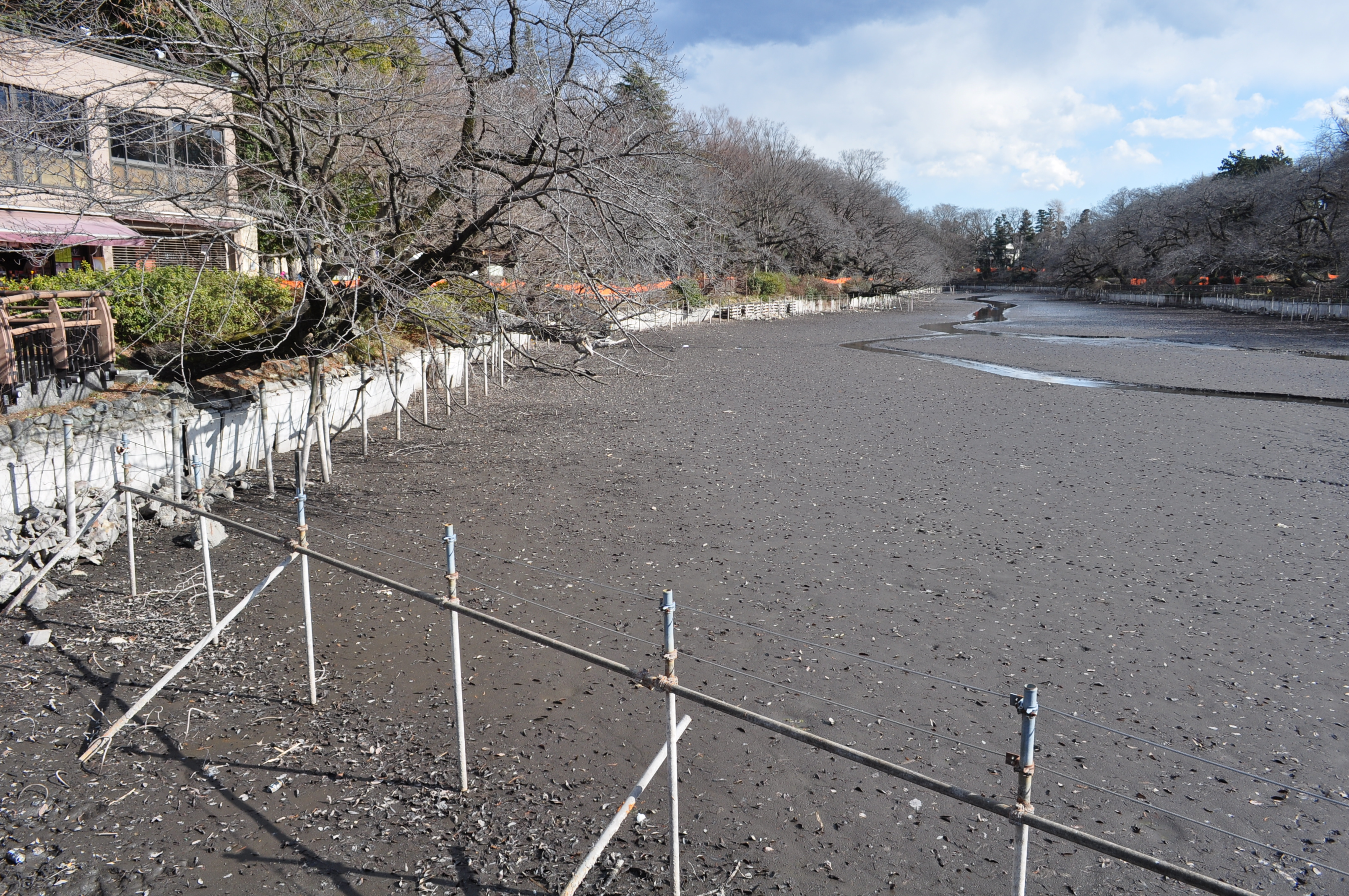
ボート池の「掻い掘り」状況（2018年2月13日撮影）
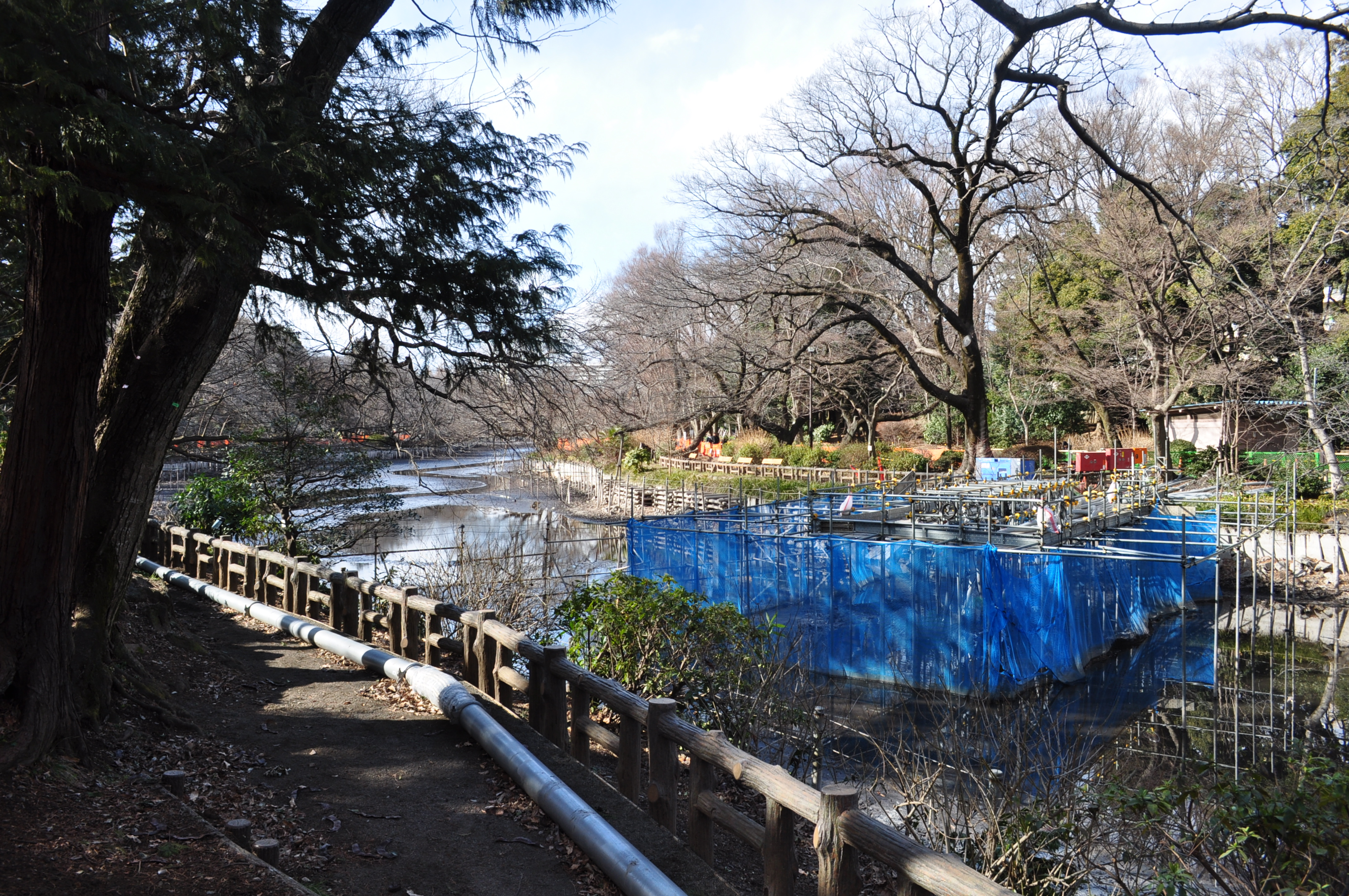
ボート池東端の仮設排水施設（2018年2月13日撮影）

井の頭公園は多くの野鳥の繁殖地にもなっている。カラスも多く生息しており、吉祥寺、三鷹などの駅周辺や住宅街でカラスがゴミを漁るなどの問題も発生している。また、2017年ごろはこの公園周辺の深夜の治安が悪く、住民から苦情も出ていたが、すでに改善されている。

## 井の頭公園アートマーケッツ

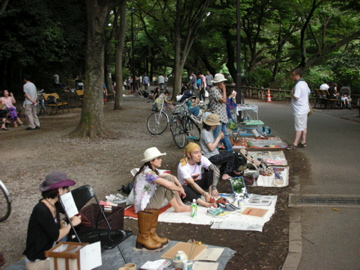
井の頭公園内に並ぶ露店

井の頭公園アートマーケッツは公園利用の適正化と露店の出店や屋外パフォーマンスのルールを明文化したものである。これらに対して一定のルールを設けることによって、アート発信の場所として井の頭公園の魅力を活かそうとする全国的にも画期的な試みである。
その背景には、それまで週末や休日には、露店や大道芸、弾き語りなどのパフォーマーが集まり、井の頭公園の魅力の一つとして知られていたことを挙げることができる。実際にはそれらの行為は都市公園法違反の無許可占有であった。東京都西部公園緑地事務所には、近隣住民から騒音や治安の悪化、通行の支障になるなどの苦情も多く寄せられていた。
そこで、井の頭恩賜公園100年実行委員会が主体となり、2007年（平成19年）1月13日より、東京都西部公園緑地事務所を事務局に、井の頭公園アートマーケッツの実施を開始した。この井の頭公園アートマーケッツは、上述した苦情に対応して、都市公園法との調和を図った上、「水と緑の再生」、「公園を核とする街の賑わいの創出」を柱にして、地域の活性化を図ることを目的とするものである。
井の頭公園アートマーケッツに「出展」したい希望者は例年12月に公表される募集概要に基づき応募する。応募できるのは満16歳以上の日本国内居住者であり、16～19歳の場合は親権者の同意が必要となっている。審査に通った場合、年間登録料（12,000円）を前払いで全額支払う必要がある。なお、井の頭恩賜公園100年実行委員会は、登録料のすべてをマーケットの運営のためだけに使用するとしている。
井の頭公園アートマーケッツは、基本的に土日祝日開催され、開始は朝9時、終了は夏季は午後7時まで、冬季は午後5時まで行われる。なお、桜の開花時期は開催が休止される。井の頭公園アートマーケッツは、物品の販売は手作りの品に限られ、リサイクル品や食品の販売は禁じられている。この点で、フリーマーケットとは異なっている。
井の頭公園アートマーケッツは改善すべき問題も多く抱えている。全国的にも前例が無いため、試行中の面も残る。
例えば東京都は、この井の頭公園アートマーケッツとは別に、並行してヘブンアーティストというライセンス制度も行っているが、ヘブンアーティストはオーディション等の審査を経て合格すれば、一年中活動できる上、登録料等は無料であり、都内数十箇所での活動が可能である。アートマーケッツではヘブンアーティストのライセンスの有無に関係なく登録できるが、運営の対象にアーティストも含まれているのにもかかわらず、アートマーケッツとヘブンアーティストの登録条件に格差があり、一部のアーティストから不満が出ている。
活動ポイントの場所取りは早いもの勝ちで、始発前から場所取りをするものもいる。また、パフォーマーでありながら、パフォーマンスを行わず物販だけをしているものもおり、一部のアーティストから不満が出ている。
登録パフォーマー・アーティストは100年実行委員会のウェブサイトを参照。

## 主なイベント
2010年（平成22年）現在、井の頭公園で通年開催されているイベントには、主に次のものがある。
- 吉祥寺音楽祭・公園コンサート（毎年4月、同音楽祭初日）
  - ゴールデンウィークのイベント。ブラスバンドやコーラスグループなどが出演する。
- 吉祥寺アニメワンダーランド（毎年10月・連休中）
  - 森のわくわくステージ - 野外ステージにアニメソングの歌手、声優らが出演し、ライブやトークショーを行う。
  - 森の映画館 - 野外ステージにスクリーンを設置し、アニメの上映を行う。期間中土曜日の夕刻から夜にかけて上映される。
  - 森のわくわくバザール - 物販ブース。野外ステージ横でアニメグッズなどを販売する。

## メディア展開
井の頭公園はテレビ、新聞、雑誌、書籍などにおいて頻繁に紹介されるほか、これまでに多数の作品において井の頭池などで撮影が行われた。
例えば、公園内で、麻丘めぐみのデビューシングル『芽ばえ』（1972年）のレコードジャケット写真が撮影されたり、『俺たちの旅』（中村雅俊主演：1975年／日本テレビ放送網）などのテレビドラマや映画、またはテレビコマーシャルなどのロケが行われたこともある。
また、井の頭公園が出てくる本としては、『幸福の手紙』（内田康夫、新潮文庫、1996年10月発行）、『しゃべれども しゃべれども』（佐藤多佳子、新潮文庫、2000年6月発行）、『代筆屋』（辻仁成、海竜社、2004年4月）、『ノルウェイの森』（村上春樹、講談社文庫、2004年9月発行）、『夜の公園』（川上弘美、中央公論新社、2006年4月発行）『火花』（又吉直樹、文春文庫、2017年2月発行）など、他に大島弓子の漫画『グーグーだって猫である』や、桂正和『電影少女』がある。
それ以外にも、2009年（平成21年）4月よりむさしのFMにて「井の頭公園ノート」を放送している（月曜日11:30 - 11:35、再放送：土曜日8:55 - 9:00）。同番組では公園の歴史と現在について音声で発信しており、インターネットでも聴くことができる。
開園100周年記念として映画「PARKS パークス」が制作され、2017年4月に公開された。

## 事件
井の頭公園バラバラ殺人事件
1994年（平成6年）4月に起きた殺人事件。犯人に結びつく手がかりもないまま、2009年（平成21年）4月に公訴時効を迎えた。

## アクセス

### 最寄駅
- JR中央線・京王井の頭線吉祥寺駅より徒歩5分
- 京王井の頭線 井の頭公園駅直結